# Racing Club de Roubaix
Vous lisez un « article de qualité » labellisé en 2014.
Pour les articles homonymes, voir Roubaix (homonymie).
Maillots
Le Racing Club de Roubaix, abrégé en RC Roubaix, est un club de football français fondé en 1895, disparu en 1948 ou 1990, et situé à Roubaix dans le Nord.
Fondé le 2 avril 1895, le RC Roubaix est l'un des premiers clubs du Nord. Il devient rapidement le meilleur club de France, remportant cinq fois entre 1902 et 1908 le championnat de France de l'USFSA, le premier championnat national de football organisé en France. Après la Première Guerre mondiale, le club continue sa suprématie, devenant quatre fois champion du Nord entre 1923 et 1930 et atteignant ensuite deux fois la finale de la Coupe de France en 1932 et en 1933. Le RC Roubaix s'y incline les deux fois, dont la deuxième lors d'un derby contre les Roubaisiens de l'Excelsior AC, fait unique dans l'histoire de la Coupe de France pour une ville de province.
Le RC Roubaix passe professionnel en 1933. Il participe alors à trois saisons de Division 2 puis à trois saisons de Division 1. En 1945, les dirigeants du RC Roubaix s'entendent avec ceux de l'Excelsior de Roubaix-Tourcoing et ceux de l'US Tourcoing pour unir leur section professionnelle au sein d'un nouveau club, le CO Roubaix-Tourcoing, qui devient champion de France en 1947. Dans la foulée, en 1948, la section football du RC Roubaix disparait finalement en fusionnant avec le CO Roubaix-Tourcoing.
En 1964, les dirigeants de la structure omnisports du RC Roubaix décident de quitter le giron du CO Roubaix-Tourcoing et de reformer une équipe de football dans le but de faire revivre les heures de gloire du RC Roubaix. Ils s'associent avec le Stade roubaisien, qui change son nom en Racing Stade de Roubaix, mais le club ne parvient pas ensuite à monter dans la hiérarchie. Le RS Roubaix finit par être absorbé en 1990 par Roubaix Football, issu du CO Roubaix-Tourcoing, mettant définitivement fin au club.

## Historique

### Les débuts du club (1895-1919)

#### Genèse du RC Roubaix (1895-1901)

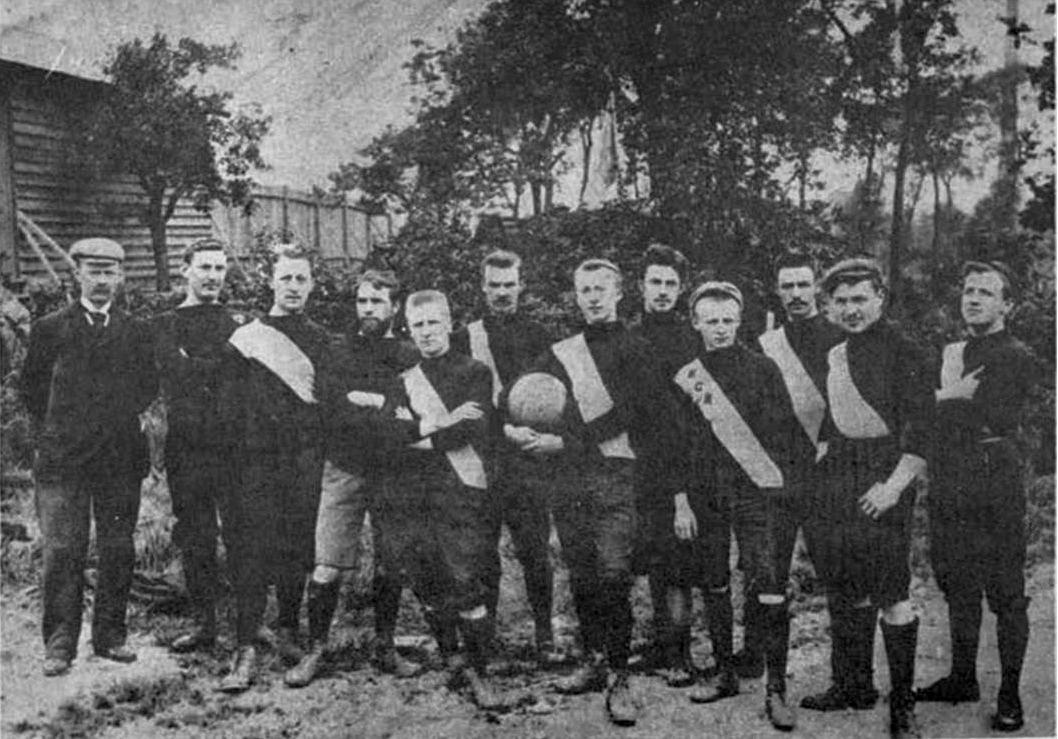
Première photo connue de l'équipe du RC Roubaix en 1895 ou en 1896.

En 1892, un groupe de jeunes roubaisiens, qui pratiquait auparavant le cricket au sein d'une association informelle créée en 1885 sous le nom de Batting Club, ayant appris ce sport lors de leurs études en Angleterre, se rassemble au sein d'une nouvelle entité baptisée French Club. Ils jouent à la fois au football-association et au football-rugby, et organisent des matchs contre les Crusaders, club composé d'ouvriers anglais patronné par la firme de peignage de laine Holden basée à Croix. Les rencontres se déroulent d'abord sur un terrain près de la gare de Croix - Wasquehal puis sur une prairie à proximité de la rue de Roubaix à Tourcoing. Désirant se donner une structure plus importante, les membres du French Club de Roubaix-Tourcoing décident en 1895 de fonder un club sportif. Ils fondent alors, le 2 avril 1895 à la brasserie La Terrasse au 13 rue de la Gare le Racing Club de Roubaix, nom sans doute influencé par celui du renommé Racing Club de France, avec Henri Lesur comme premier président du club,. Le RC Roubaix est fondé en tant que club omnisports, avec à l'origine une section football, confiée à Albert Waeles, et une section course à pied, gérée par Maurice Dubly. Rapidement, le club crée aussi une section de lancer de poids, de boxe, de savate et de tir à la corde, puis en 1897 de saut à la perche et de tennis.
La section football du RC Roubaix reste cependant la principale vitrine du club, qui se fixe sur le terrain du vélodrome roubaisien, ouvert en juin 1895 peu après la création du club. Le club joue régulièrement des matchs amicaux contre les Crusaders de Croix, mais aussi contre les clubs belges du FC Bruges et du SC Bruxelles, et même contre les Parisiens du RC France, qu'ils battent à la surprise générale une première fois cinq buts à quatre à Roubaix le 7 février 1897 puis une deuxième fois trois buts à un le 28 février à Paris. Dans le même temps, en 1894, l'Union des sociétés françaises de sports athlétiques, première fédération française à reconnaître le football, crée un championnat de France auquel seuls les clubs parisiens sont autorisés à participer dans un premier temps. En réponse, le Sporting Club de Tourcoing crée en 1898 un challenge international du Nord, compétition qui regroupe des clubs du Nord, de Normandie et de Belgique. Dès la première édition, les Roubaisiens arrivent en finale mais sont défaits par le Léopold Club de Bruxelles sur le score de trois buts à un.
Affilié à l'USFSA, le RC Roubaix participe en 1898 à la première édition du championnat du Nord USFSA, premier championnat provincial mis en place par la fédération. Le RC Roubaix termine deuxième derrière l'Iris Club lillois. L'année suivante, l'USFSA modifie ses compétitions : désormais, chaque champion régional se qualifie pour le championnat de France, joué en tournoi à élimination directe. Les clubs parisiens devront alors se mesurer aux clubs provinciaux. Les Roubaisiens ne parviennent pas à se qualifier lors des premières éditions, devancés en championnat du Nord par l'Iris Club lillois en 1899 et en 1901 et par l'US Tourcoing en 1900.

#### Mainmise sur le championnat USFSA (1901-1919)

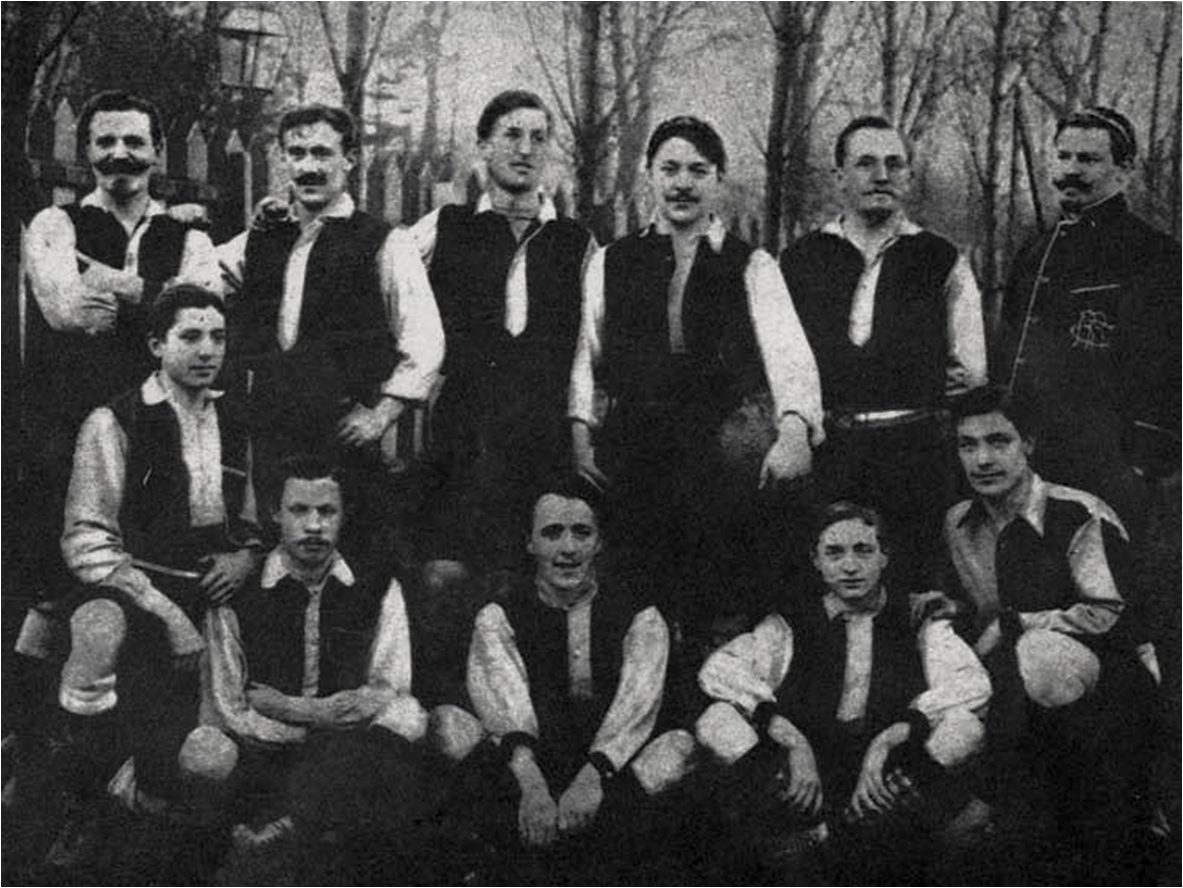
L'équipe championne de France en 1902.

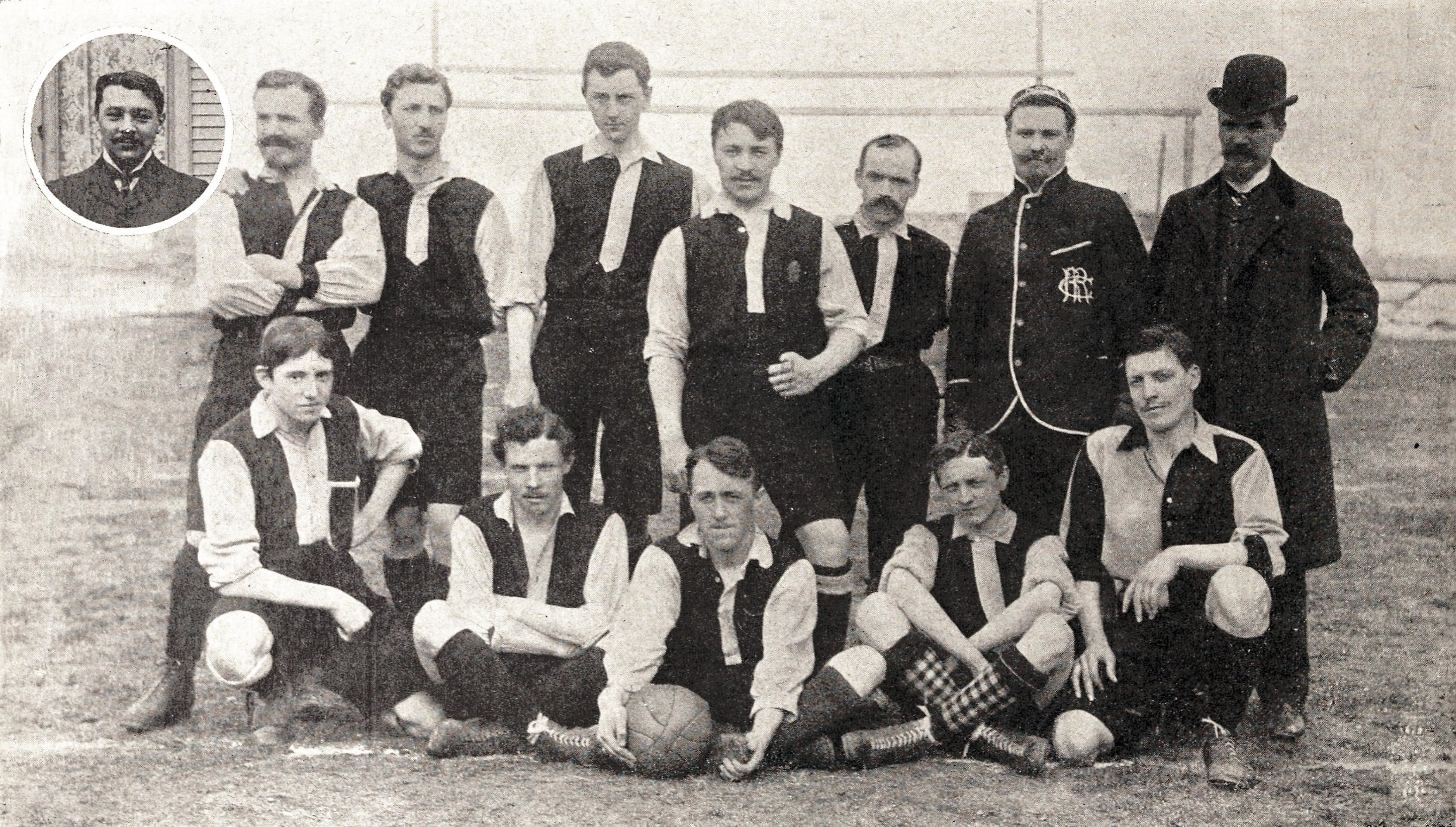
L'équipe championne de France en 1902.

Par la suite, le RC Roubaix continue à participer au championnat du Nord USFSA, qu'il remporte sept fois de suite entre 1902 et 1908. En 1902, champion du Nord, le RC Roubaix est qualifié pour le championnat de France USFSA 1902, qui regroupe cette année les champions des quatre championnats régionaux alors existants, celui de Paris, du Nord, de Normandie et de Champagne. En demi-finale, le RC Roubaix est opposé au champion de Champagne, le SA sézannais, qu'il écarte très facilement douze buts à un. En finale, les Roubaisiens sont opposés au RC France le 6 avril. La rencontre est serrée. Des prolongations avec but vainqueur doivent être disputées. Au terme d'un match de plus de 2 h 30 marqué par trois prolongations de vingt minutes, le RC Roubaix finit par l'emporter sur le score de quatre buts à trois et remporte ainsi son premier titre de champion de France,,. La saison suivante, après avoir éliminé Le Havre AC en demi-finale du tournoi national, les Roubaisiens sont de nouveaux opposés au Racing Club de France. Le titre doit cette fois se disputer en deux matchs. Le premier est joué le 5 avril devant 5 000 spectateurs et se termine sur un résultat nul deux buts partout malgré une longue prolongation. La deuxième rencontre a lieu le 17 avril à Lille au stade de l'Iris Club lillois et cette fois, les Roubaisiens parviennent à prendre le dessus sur les Parisiens et s'imposent trois buts à un.

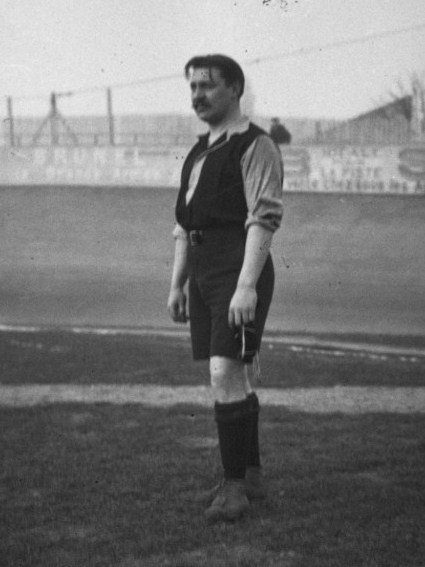
Le demi Léon Dubly en 1904, quadruple champion de France avec le RC Roubaix (1902 à 1904, et 1906).

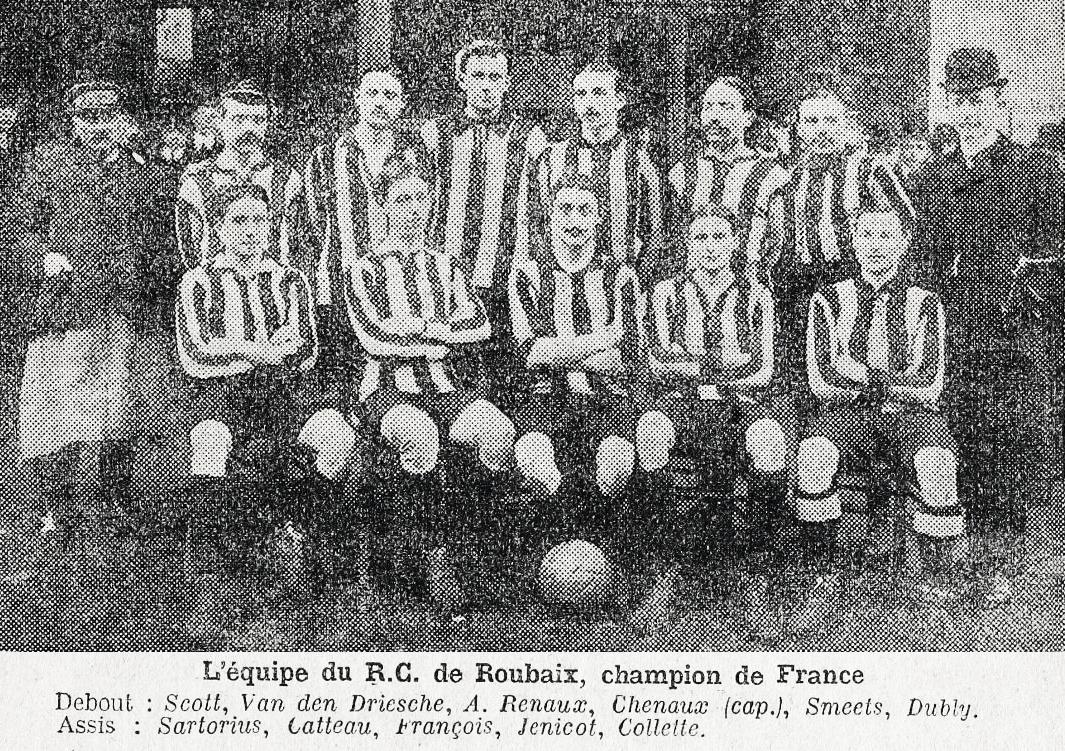
Le RC Roubaix, champion de France de football en 1908.

D'autre part, le RC Roubaix prend aussi part au challenge international du Nord de 1902 à 1904, auquel des clubs parisiens participent désormais. Pour l'édition 1903, le club est battu en finale le 3 mai à Tourcoing par le Racing Club de Bruxelles, qui enlève son troisième titre, tandis qu'il déclare forfait en demi-finale en 1902 et en 1904,.
De 1904 à 1906, le championnat du Nord est divisé en deux groupes, le groupe Maritime et le groupe Terrien auquel prend part le RC Roubaix. Le champion du Nord est alors le vainqueur d'une finale opposant le premier de chaque groupe. Pour la saison 1904, les Roubaisiens battent le Racing Club de Calais en finale du championnat du Nord. En championnat de France, le club écrase en demi-finale le Stade rennais par douze buts à un pour affronter de nouveau en finale le champion de Paris, tout comme les deux années précédentes. Il s'agit cette fois-ci de l'United Sports Club, composé majoritairement d'Anglais. Les Parisiens mènent rapidement deux buts à zéro et tiennent le score jusqu'à la mi-temps, mais les Roubaisiens inscrivent quatre buts en deuxième mi-temps pour s'adjuger leur troisième titre de champion de France consécutif. Pour la saison 1905, le RC Roubaix élimine l'US Boulogne en finale du championnat du Nord, puis l'Amiens Athlétic Club en demi-finale du championnat de France par cinq buts à un. Cependant, les Roubaisiens ne remportent pas leur quatrième titre, battus en finale par les Parisiens du Gallia Club. Le match, serré, a lieu le 16 avril au Parc des Princes, le Gallia ne s'imposant qu'un but à zéro grâce à une réalisation d'Albert Jouve au bout de 118 minutes de jeu.
Il ne faut attendre qu'un an pour voir le RC Roubaix récupérer son titre de champion de France. Le titre de champion du Nord est cette année de nouveau remporté aux dépens de l'US Boulogne, puis les Nordistes se qualifient pour la finale nationale en battant largement le Stade rémois sept buts à zéro. En finale, ils sont une fois encore opposés au champion de Paris, le Cercle athlétique de Paris, qu'ils battent par quatre buts à un.
| Édition | Vainqueur   | Score | Finaliste  |
| ------- | ----------- | ----- | ---------- |
| 1902    | RC Roubaix  | 4 - 3 | RC France  |
| 1903    | RC Roubaix  | 3 - 1 | RC France  |
| 1904    | RC Roubaix  | 4 - 2 | United SC  |
| 1905    | Gallia Club | 1 - 0 | RC Roubaix |
| 1906    | RC Roubaix  | 4 - 1 | CA Paris   |
| 1907    | RC France   | 3 - 2 | RC Roubaix |
| 1908    | RC Roubaix  | 2 - 1 | RC France  |

Lors de la saison 1907, le championnat du Nord retourne à une formule à un seul groupe, que le RC Roubaix remporte une nouvelle fois. Pour la sixième fois consécutive, les Roubaisiens accèdent ensuite à la finale du championnat de France, où ils affrontent comme en 1902 le RC France. Cette finale tourne cette fois à l'avantage des Parisiens qui l'emportent trois buts à deux. En 1908, le club remporte son septième titre consécutif de champion du Nord. Lors du tournoi national, le RC Roubaix élimine d'abord l'Union Athlétique du Lycée Malherbe en quart de finale puis Le Havre sports en demi-finale pour accéder à la finale, jouée le 3 mai à Tourcoing, encore une fois contre le RC France. Les Parisiens ouvrent le score par Raoul Matthey avant que les Roubaisiens n'égalisent par Charles Renaux puis prennent définitivement l'avantage par André François. Le RC Roubaix remporte ainsi son cinquième et dernier titre de champion de France USFSA, en ayant réussi à participer à sept finales consécutives, performance qui ne sera jamais égalée. Grâce à ce nouveau titre, le club dépasse de plus au palmarès le Standard Athletic Club, vainqueur de cinq titres entre 1894 et 1901, pour aucune place de vice-champion.
Entre 1909 et 1914, le RC Roubaix perd sa suprématie régionale. Le club ne parvient plus à remporter le championnat du Nord et ne se qualifie donc pas pour le championnat de France. Les Roubaisiens sont battus alternativement par l'US Tourcoing et par l'Olympique lillois, qui remportent chacun un titre national, perpétuant la domination des clubs du Nord sur le championnat de France,. D'autre part, le club participe encore trois fois au challenge international du Nord, qui prend de l'importance avec la participation de clubs néerlandais, suisses et même anglais. Il n'atteint pas la finale en 1908 et en 1914,, au contraire de l'édition 1909 où le RC Roubaix affronte en finale un club anglais, Eastbourne Town (en). Les Anglais s'imposent cependant largement par cinq buts à un.
Au-delà des tournois officiels, la renommée internationale acquise par le RC Roubaix lui permet d'affronter à plusieurs reprises des clubs anglais en tournée en Europe continentale. Les Roubaisiens reçoivent par exemple une sélection du sud de Londres en 1905 (victoire cinq buts à trois), Hampstead Heathens (en) le 31 mai 1907 (défaite cinq buts à trois) ou encore Plumstead en 1913 (défaite neuf buts à un).

### De l'amateurisme au professionnalisme (1919-1945)

#### Domination sur le championnat du Nord (1919-1932)

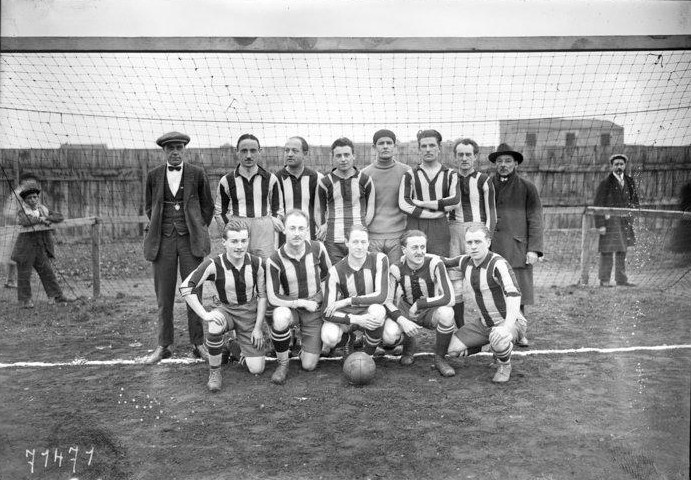
L'équipe du RC Roubaix en janvier 1922.

Les compétitions reprennent après la Première Guerre mondiale, pendant laquelle le Racing Club de Roubaix perd 85 de ses membres. Alors que l'USFSA régissait seule à l'origine la pratique du football en France, plusieurs autres fédérations se sont créées entretemps. Toutes ces fédérations disparaissent en 1919, pour laisser place à une fédération unique, la Fédération française de football association (FFFA), qui gèrera désormais les compétitions de football. La FFFA est alors découpée en Ligues régionales, chacune organisant un championnat, dont le premier niveau s'appelle la Division d'Honneur. Naturellement, le RC Roubaix est l'une des neuf équipes qui prennent part à la première édition de la Division d'Honneur de la Ligue du Nord lors de la saison 1919-1920. L'équipe termine le championnat à la troisième place derrière l'US Tourcoing et l'Olympique lillois et juste devant ses voisins du Stade roubaisien. Cette saison est aussi l'occasion pour le club de participer pour la première fois à la Coupe de France, en éliminant dans un derby le Stade roubaisien en 32e de finale par cinq buts à un avant de tomber au tour suivant face au Gallia Club par deux buts à un. En 1921 et en 1922, le RC Roubaix termine deux fois vice-champion du Nord derrière l'Olympique lillois. La première fois, les Roubaisiens ne sont devancés qu'à la moyenne de buts, puis sont battus l'année suivante en phase finale dans une formule opposant les vainqueurs de trois groupes.
Il faut attendre la saison 1922-1923 pour voir le RC Roubaix remporter la Division d'Honneur et redevenir ainsi le meilleur club du Nord, en parvenant à devancer son rival lillois de deux points, mais aussi les deux autres clubs roubaisiens que compte la division cette saison, le Stade roubaisien et l'Amical Club des Arts Roubaix,. Dans le même temps, le club atteint cette saison les quarts de finale de la Coupe de France pour la première fois de son histoire. Les Roubaisiens sont défaits le 4 mars à Rouen par le futur vainqueur de l'épreuve, le Red Star Amical Club. Outre la concurrence féroce que le RC Roubaix entretient en Division d'Honneur avec les deux autres grands clubs de la conurbation Lille-Roubaix-Tourcoing, à savoir l'Olympique lillois et l'US Tourcoing, il va désormais en entretenir une nouvelle avec les Picards de l'Amiens AC, les deux clubs se partageant les titres entre 1923 et 1927. En effet, le RC Roubaix remporte deux autres titres de champion du Nord en 1925 et 1926, mais doit se contenter de places d'honneur en 1924 et en 1927, avec une troisième et une cinquième place. La saison 1927-1928 est difficile pour les Roubaisiens, qui échappent de peu à la relégation en Promotion d'Honneur. Dans une division à dix équipes où les deux derniers sont relégués, ils terminent sixièmes, un point seulement devant le neuvième, son voisin du Stade roubaisien, qui lui est relégué. La même année, la ville gagne un nouveau derby avec la fusion du Football Club de Roubaix et de l'Excelsior Club de Tourcoing pour former l'Excelsior Athlétic Club de Roubaix, qui évoluera lui aussi en Division d'Honneur. Cette saison 1928-1929 se passe mieux puisque le club termine deuxième à trois points de l'Olympique lillois, avant de remporter en 1930 son quatrième et dernier titre de Division d'Honneur du Nord, en devançant assez largement son dauphin de l'US Tourcoing. Le club retombe ensuite en 1931 à une décevante cinquième place. Dans le même temps, malgré les titres de champion du Nord, le RC Roubaix peine à s'illustrer en Coupe de France entre 1924 et 1931, ne dépassant pas le stade des huitièmes de finale.

#### Double finaliste de la Coupe de France (1932-1933)
Après plusieurs parcours consécutifs mitigés en Coupe de France, le RC Roubaix va cette fois s'illustrer lors de l'édition 1931-1932. Les Roubaisiens inscrivent d'abord douze buts face à l'US auchelloise au 4e tour préliminaire puis éliminent l'US quevillaise en 32e de finale par quatre buts à zéro. Le club sort ensuite le RC lensois cinq buts à un, le Red Star Olympique trois buts à zéro, le FC rouennais trois buts un et l'OGC Nice trois buts à zéro. Il se qualifie ainsi pour la finale de la Coupe, après avoir survolé l'épreuve en marquant dix-huit buts en phase finale pour seulement deux encaissés. Le 24 avril 1932, le RC Roubaix est opposé en finale à l'AS Cannes au stade olympique Yves-du-Manoir de Colombes, sous l'arbitrage de Louis Raguin. En dépit de l'importance du football nordiste, il s'agit de la première participation d'un club du Nord à une finale. Mais à l'issue du match, la Coupe ne partira toujours pas au Nord. En effet, l'enjeu paralyse les Roubaisiens, qui jouent en dessous de leur niveau, et les Cannois, qui ne jouent plus qu'avec neuf joueurs valides après les blessures de leur buteur Charles Bardot et de leur demi centre Stanley Hillier pendant le match, parviennent tout de même à marquer à la 83e minute de jeu. Le seul but du match est marqué le capitaine Louis Cler, qui reprend de la tête un centre de Marius Besson, battant le gardien roubaisien François Encontre,,.

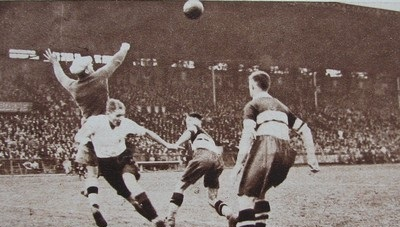
Le RC Roubaix s'incline en finale de la Coupe de France 1933 dans un derby face à l'Excelsior AC Roubaix.

L'année 1932 marque un tournant important dans l'histoire du football français. Le professionnalisme est instauré en même temps qu'un nouveau championnat de France. Mais le RC Roubaix, même s'il est l'un des meilleurs clubs de France, ne souhaite pas passer professionnel, au contraire de son voisin de l'Excelsior, et reste sous statut amateur en Division d'Honneur du Nord. Malgré cela, le club continue à briller en Coupe de France lors de l'édition 1932-1933. Des 32e de finale aux demi-finales, les Roubaisiens inscrivent dix-huit buts sans en encaisser un seul, en éliminant surtout trois clubs professionnels sans difficulté, le SC Nîmes, les SO montpelliérains et l'AS Cannes. La finale oppose le 7 mai 1933 le RC Roubaix à l'Excelsior AC Roubaix. Cette finale est exceptionnelle à plus d'un titre. Elle oppose pour la première et dernière fois deux clubs de la même ville de province, et oppose les amateurs du Racing aux professionnels de l'Excelsior, un an seulement après l'instauration de ce statut en France. Différence notable de préparation entre professionnels et amateurs, l'Excelsior arrive en Île-de-France deux jours avant le match, tandis que le Racing n'arrivent que le matin de la rencontre. Le match tourne rapidement à l'avantage des professionnels, qui mènent déjà trois buts à zéro après une demi-heure de jeu malgré un jeu défensif du Racing, dont l'équipe est de plus rapidement diminuée après une blessure de son capitaine Marcel Lechanteux. L'avant André Van Vooren réduit bien l'écart à la 72e minute de jeu d'un tir puissant de près sur une passe d'André Chauvel, mais le Racing s'incline finalement trois buts à un et perd sa deuxième finale de Coupe de France consécutive,,. La Coupe part tout de même à Roubaix et à leur retour, les deux équipes sont longuement fêtées à la gare.

#### Premières saisons en professionnel (1933-1945)
Le RC Roubaix franchit le pas du professionnalisme en 1933. La FFFA accepte la participation du club au championnat de France, mais l'affluence des nouvelles équipes professionnelles oblige la Fédération à créer une Division 2, dans laquelle démarre les Roubaisiens pour la saison 1933-1934. Les vingt-trois équipes participantes sont réparties en deux groupes Nord et Sud. Le club termine sa première saison professionnelle à la sixième place du groupe Nord, à sept points du RC Strasbourg, promu en Division 1. Un grand nombre d'abandons du professionnalisme permet à la FFFA d'organiser la Division 2 avec un groupe unique pour la saison 1934-1935, où les deux premières équipes sont promues en Division 1. Le RC Roubaix manque de peu la montée avec une quatrième place, avant de finalement gagner sa promotion à la fin de la saison 1935-1936. Avant la dernière journée, le FC rouennais, qui compte un match en retard, et les Roubaisiens possèdent tous deux 51 points contre 50 points pour l'AS Saint-Étienne. Les Stéphanois, qui se déplacent sur le terrain de l'OGC Nice, possèdent la moins bonne moyenne de buts. Le hasard du calendrier fait que le FC rouennais et le RC Roubaix s'affrontent lors de la dernière journée, un match nul envoyant les deux clubs en Division 1. De son côté, l'AS Saint-Étienne doit prendre les deux points de la victoire et espérer que Rouennais ou Roubaisiens s'imposent. Si les Stéphanois battent les Niçois six buts à un, l'autre rencontre accouche d'un non-match. Les deux équipes s'arrangent pour ne pas jouer et faire zéro à zéro, malgré les protestations des spectateurs. Le RC Roubaix assure ainsi sa promotion en terminant deuxième du classement, ne devançant qu'à la moyenne de but l'AS Saint-Étienne,.
Pour sa première saison en Division 1, le RC Roubaix rejoint l'Excelsior AC Roubaix. Il s'agit de la seule fois dans l'histoire du championnat de France, avec les deux saisons suivantes, qu'une ville de province possède deux clubs en Division 1. Lors de la première journée, disputée le 30 août 1936, le RC Roubaix l'emporte facilement quatre buts à un face au FC Mulhouse et s'empare ainsi de la première place du classement. Le premier derby roubaisien a lieu le jour de Noël 1936. Il tourne à l'avantage de l'Excelsior, qui l'emporte trois buts à deux. Le Racing est alors rentré dans le rang, et pointe à la seizième place du classement sur dix-huit équipes à la moitié du championnat, les deux dernières équipes étant reléguées en Division 2. Condamné à jouer le maintien, le club termine bien son championnat, avec trois victoires et un nul lors des cinq dernières journées, dont une victoire importante quatre buts à trois contre le Stade rennais UC, concurrent direct au maintien,. Les Roubaisiens terminent finalement à la douzième place. Lors de la saison 1937-1938, le club réalise sa meilleure saison en Division 1 en terminant à la huitième place. La saison est de plus ponctuée par une double victoire dans le derby roubaisien, un but à zéro puis deux buts à un,. La troisième saison en Division 1 sera difficile pour le club, qui termine dernier avec seulement quatre victoires et avec la moins bonne moyenne de buts. Le RC Roubaix est alors relégué en Division 2.
Mais le début de la Seconde Guerre mondiale vient perturber les championnats. La Division 2, à laquelle devait prendre part le RC Roubaix, est annulée, tandis qu'une Division 1 s'organise sur la base du volontariat,. Lors des saisons 1940-1941 et 1941-1942, les clubs professionnels de la zone interdite ne peuvent plus participer aux compétitions. Pour la saison 1941-1942, douze clubs du Nord, dont le RC Roubaix, doivent alors organiser leur propre championnat. Les Roubaisiens continuent tout de même à participer à la Coupe de France sur cette période, mais peinent à bien y figurer, battus notamment lors de l'édition 1944-1945 en 32e de finale par l'Excelsior AC Roubaix, par cinq buts à trois.

### Le temps des fusions (1945-1990)

#### Fusion au sein du CO Roubaix-Tourcoing (1945-1964)
Après la Libération de la France, les compétitions reprennent leur cours à partir de la saison 1945-1946, se basant sur les résultats de la saison 1938-1939. Le RC Roubaix, dernier de Division 1 cette saison-là, doit alors démarrer en Division 2 pour la saison 1945-1946, tandis que l'Excelsior AC Roubaix continue en Division 1. Cependant, en juin 1945, un rapprochement a lieu entre les deux clubs pour fusionner afin de former un seul club d'envergure à Roubaix. La proposition est d'abord repoussée en assemblée générale, avant qu'Albert Prouvost, président de l'Excelsior, patron du peignage Amédée Prouvost et propriétaire du stade Amédée-Prouvost, ne recontacte Robert Motte et Georges Verriest, les dirigeants du Racing Club, mais aussi Charles Van de Veegaete et Ernest Lefèvre, ceux de l'US Tourcoing, afin que les trois clubs mettent leurs forces en commun. La négociation débouche sur la fusion des équipes professionnelles uniquement, afin de conserver la personnalité de chacun des trois grands clubs, dont les sections amateurs subsistent,. Le nouveau club prend le nom de Club olympique Roubaix-Tourcoing, prenant la place de l'Excelsior en Division 1, tandis que le nom RC Roubaix continue d'exister avec l'équipe amateur, qui repart en Division d'Honneur de la Ligue du Nord. Pour cette saison 1945-1946, l'équipe amateur du RC Roubaix ne termine que douzième sur quatorze équipes, en position de premier relégable. L'équipe amateur du RC Roubaix est alors reléguée en Promotion d'Honneur, et ne rejoindra plus jamais le plus haut niveau du championnat du Nord.
Pendant ce temps, le CO Roubaix-Tourcoing réalise de très bonnes performances, à un tel point que l'ambition initiale des dirigeants des trois clubs fusionnés se concrétise lorsque le club remporte le titre de champion de France 1946-1947. L'année suivante, les sections amateurs des deux clubs roubaisiens sont rattachées au CO Roubaix-Tourcoing. Plus aucune équipe ne joue alors sous le nom RC Roubaix. Le CO Roubaix-Tourcoing connaît ensuite des saisons difficiles, en raison notamment de problèmes de trésorerie qui subviennent au club parallèlement à la crise de l'industrie textile qui touche les villes de Roubaix et de Tourcoing. Le club est relégué en Division 2 à l'issue de la saison 1954-1955, puis l'US Tourcoing reprend son indépendance en 1957. Le club réalise de piètres performances en Division 2, finissant même dernier à la fin de la saison 1961-1962. Finalement, le club abandonne le professionnalisme à la fin de la saison suivante et repart en Promotion d'Honneur de la Ligue du Nord au cinquième niveau de la hiérarchie. Dans le même temps, les dirigeants du RC Roubaix décident de quitter l'association et de reprendre leur indépendance,.

#### Retour à l'indépendance, fusions et épilogue (1964-1990)

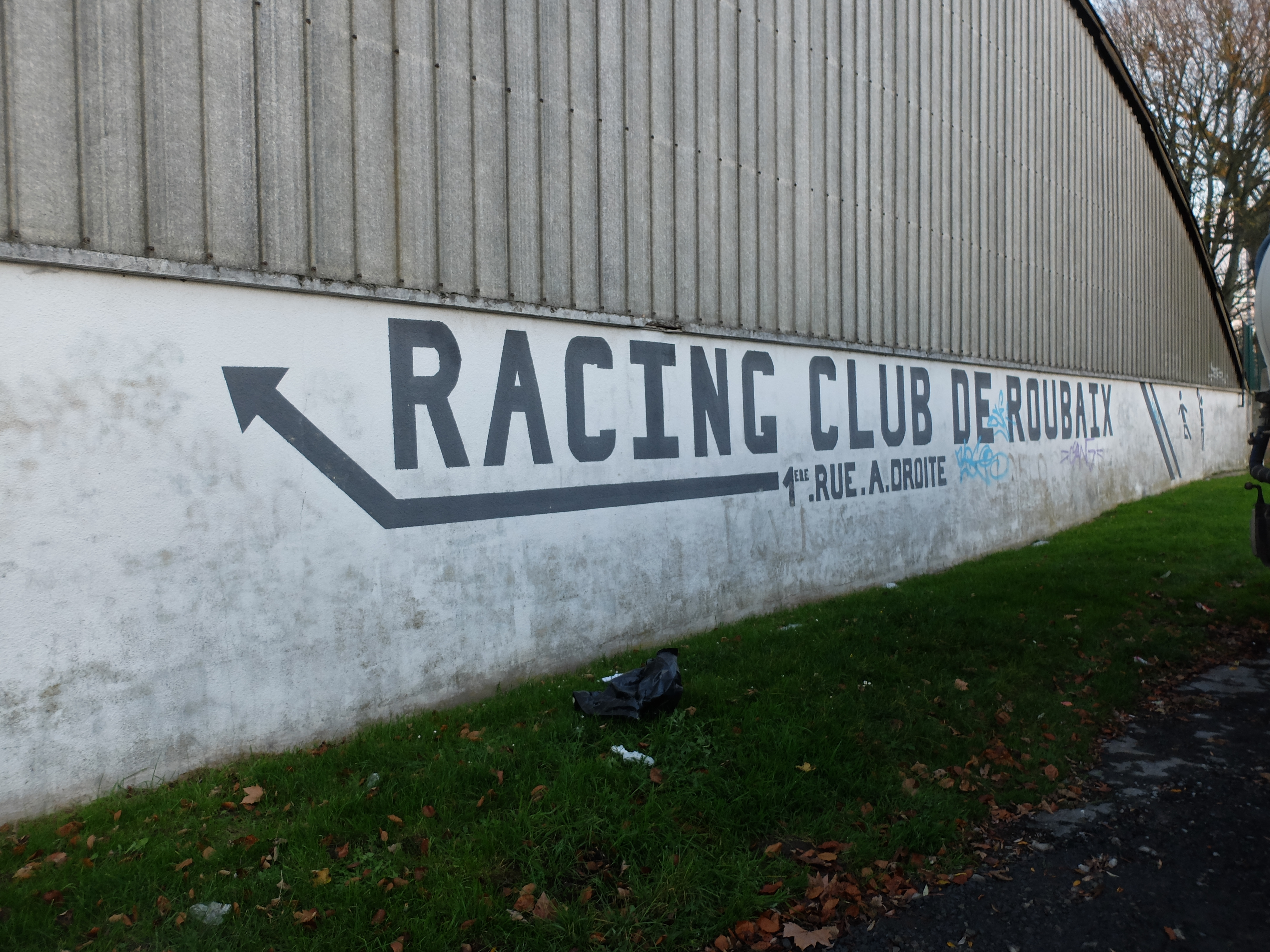
Installations autour du stade Dubrulle-Verriest en 2014.

En 1964, le stade Maertens du Stade roubaisien, un autre club de la ville, situé dans la même rue que le Parc Jean-Dubrulle du RC Roubaix, est en pleine rénovation et inutilisable. La structure omnisports du RC Roubaix se propose alors d'accueillir l'équipe de football du Stade roubaisien et l'idée d'un rapprochement entre les deux clubs est alors lancée. Le 24 juin 1964, le Stade roubaisien change son nom en Racing Stade de Roubaix, qui a la particularité d'avoir été en avril 1919 le premier club affilié à la FFFA et donc de posséder le prestigieux no 1,,,. En mélangeant le nom des deux clubs, le club devient le Racing Stade de Roubaix et décide de garder le no 1 du Stade roubaisien auprès de la FFF. L'incontournable Georges Verriest du Racing devient le président du nouveau RS Roubaix, avec pour ambition de gravir les échelons du football français pour remettre le club parmi les meilleurs de France. Malgré ce rapprochement, le RS Roubaix ne rejoindra jamais la Division d'Honneur du Nord et va rester dans les divisions inférieures de la Ligue du Nord et du District de Flandre, ne revenant au mieux qu'en Promotion d'Honneur, deuxième niveau régional, pour la saison 1969-1970.
Parallèlement, le CO Roubaix-Tourcoing finit définitivement sa dislocation et reprend le nom d'Excelsior AC Roubaix en 1970. En 1977, il absorbe un autre club de la ville, le Sporting Club de Roubaix, qui bénéficie des solides infrastructures de l'Union Roubaix Omnisports dont il est membre-fondateur,, et devient le Roubaix Football,. Le club parvient à obtenir des résultats corrects en jouant régulièrement en Division 4 et en Division 3, accrochant même une saison en Division 2 lors de la saison 1983-1984. Afin de créer un club roubaisien plus fort, comme à l'époque de la création du CO Roubaix-Tourcoing, le Roubaix Football, qui évolue alors en Division 4, absorbe en 1990 le RS Roubaix et devient le Stade Club olympique Roubaix. Le Racing Club de Roubaix, devenu entretemps le Racing Stade de Roubaix, s'éteint donc définitivement. Dans le même temps, le prestigieux no 1 du RS Roubaix se retrouve donc radié de la FFF. Mais en 1996, alors que le SCO Roubaix joue en National 1 au troisième échelon national, le maire de Roubaix René Vandierendonck ne renouvelle pas son aide financière au club. En manque d'argent, celui-ci est contraint de déposer le bilan. Le club est refondé sous le nom SCO Roubaix 59 et repart en Ligue du Nord-Pas-de-Calais. Le SCO Roubaix 59, descendant du RC Roubaix, club historique et pionnier du football français, joue désormais au niveau régional en Ligue du Nord.

## Structures du club et culture populaire

### Image et identité

#### Nom du club
Le club est fondé en tant que club omnisports en 1895 sous le nom Racing Club de Roubaix, la section football étant la principale du club. Il s'affilie ensuite à l'USFSA, puis à la FFFA en 1919. Il reçoit alors le numéro d'affiliation 140. En 1945, la section professionnelle du RC Roubaix fusionne avec celles de l'Excelsior Roubaix et de l'US Tourcoing, avec l'US roubaisienne comme base amateur, pour former le Club olympique Roubaix-Tourcoing, qui reçoit le numéro 17078. En 1947, à la suite du reformatage des numéros d'affiliation, le RC Roubaix récupère le 62. En 1948, les équipes amateures du RC Roubaix et de l'Excelsior Roubaix sont finalement aussi intégrées au CO Roubaix-Tourcoing. Le RC Roubaix (62) fusionne alors avec l'Excelsior Roubaix (867) et le CO Roubaix-Tourcoing (17078) sous le nom CO Roubaix-Tourcoing avec comme numéro d'affiliation celui du RC Roubaix, le 62. L'équipe professionnelle du CO Roubaix-Tourcoing est dissoute en 1963. Les dirigeants de l'ex-RC Roubaix entrent alors en contact avec ceux du Stade roubaisien à la fin de la saison 1963-1964 pour former une nouvelle entité, le Stade roubaisien étant dépossédé de son terrain. Le Stade roubaisien (1), fondé en 1896, est alors renommé en Racing Stade de Roubaix en juin 1964. Il déménage sur l'ancien terrain du RC Roubaix avec comme président Georges Verriest du Racing. Techniquement, il n'y a pas de fusion entre le RC Roubaix et le Stade roubaisien. Il s'agit d'un simple changement de nom du Stade roubaisien, bien que le RC Roubaix omnisports s'attribue la paternité de l'équipe de football du Racing Stade de Roubaix. Le club disparait en 1990 en fusionnant. Paradoxalement, par le jeu des multiples fusions des clubs roubaisiens, le RC Roubaix, à travers le RS Roubaix, se retrouve à fusionner avec son propre numéro d'affiliation, le 62, qui appartient alors au Roubaix Football, issu de l'Excelsior AC Roubaix et du CO Roubaix-Tourcoing. La fusion aboutie au Stade Club olympique Roubaix, qui repart avec un nouveau numéro d'affiliation.
Historique des fusions et changements de nom du RC Roubaix
|                                            |                              |                              |                              |                              |                              |  |  | Racing Club de Roubaix (1895-1945)           |                                     |                                     |                                     |                                     |                                     |  |  |                              |                              |                              |                              |                              |                              |  |  |  |  |  |  |  |  |
|                                            |                              |                              |                              |                              |                              |  |  |                                              |                                     |                                     |                                     |                                     |                                     |  |  |                              |                              |                              |                              |                              |                              |  |  |  |  |  |  |  |  |
|                                            |                              |                              |                              |                              |                              |  |  | Club olympique Roubaix-Tourcoing (1945-1963) |                                     |                                     |                                     |                                     |                                     |  |  |                              |                              |                              |                              |                              |                              |  |  |  |  |  |  |  |  |
|                                            |                              |                              |                              |                              |                              |  |  |                                              |                                     |                                     |                                     |                                     |                                     |  |  |                              |                              |                              |                              |                              |                              |  |  |  |  |  |  |  |  |
|                                            |                              |                              |                              |                              |                              |  |  | Racing Club de Roubaix (1963-1964)           | Racing Club de Roubaix (1963-1964)  | Racing Club de Roubaix (1963-1964)  | Racing Club de Roubaix (1963-1964)  | Racing Club de Roubaix (1963-1964)  | Racing Club de Roubaix (1963-1964)  |  |  | Stade roubaisien (1896-1964) | Stade roubaisien (1896-1964) | Stade roubaisien (1896-1964) | Stade roubaisien (1896-1964) | Stade roubaisien (1896-1964) | Stade roubaisien (1896-1964) |  |  |  |  |  |  |  |  |
|                                            |                              |                              |                              |                              |                              |  |  | Racing Club de Roubaix (1963-1964)           | Racing Club de Roubaix (1963-1964)  | Racing Club de Roubaix (1963-1964)  | Racing Club de Roubaix (1963-1964)  | Racing Club de Roubaix (1963-1964)  | Racing Club de Roubaix (1963-1964)  |  |  | Stade roubaisien (1896-1964) | Stade roubaisien (1896-1964) | Stade roubaisien (1896-1964) | Stade roubaisien (1896-1964) | Stade roubaisien (1896-1964) | Stade roubaisien (1896-1964) |  |  |  |  |  |  |  |  |
| Roubaix Football (1977-1990)               | Roubaix Football (1977-1990) | Roubaix Football (1977-1990) | Roubaix Football (1977-1990) | Roubaix Football (1977-1990) | Roubaix Football (1977-1990) |  |  | Racing Stade de Roubaix (1964-1990)          | Racing Stade de Roubaix (1964-1990) | Racing Stade de Roubaix (1964-1990) | Racing Stade de Roubaix (1964-1990) | Racing Stade de Roubaix (1964-1990) | Racing Stade de Roubaix (1964-1990) |  |  |                              |                              |                              |                              |                              |                              |  |  |  |  |  |  |  |  |
| Roubaix Football (1977-1990)               | Roubaix Football (1977-1990) | Roubaix Football (1977-1990) | Roubaix Football (1977-1990) | Roubaix Football (1977-1990) | Roubaix Football (1977-1990) |  |  | Racing Stade de Roubaix (1964-1990)          | Racing Stade de Roubaix (1964-1990) | Racing Stade de Roubaix (1964-1990) | Racing Stade de Roubaix (1964-1990) | Racing Stade de Roubaix (1964-1990) | Racing Stade de Roubaix (1964-1990) |  |  |                              |                              |                              |                              |                              |                              |  |  |  |  |  |  |  |  |
|                                            |                              |                              |                              |                              |                              |  |  |                                              |                                     |                                     |                                     |                                     |                                     |  |  |                              |                              |                              |                              |                              |                              |  |  |  |  |  |  |  |  |
| Stade Club olympique Roubaix (depuis 1990) |                              |                              |                              |                              |                              |  |  |                                              |                                     |                                     |                                     |                                     |                                     |  |  |                              |                              |                              |                              |                              |                              |  |  |  |  |  |  |  |  |
|                                            |                              |                              |                              |                              |                              |  |  |                                              |                                     |                                     |                                     |                                     |                                     |  |  |                              |                              |                              |                              |                              |                              |  |  |  |  |  |  |  |  |

#### Couleurs et logos
| - Armoiries de Roubaix. - Logo du RC Roubaix. |

Les couleurs du RC Roubaix sont le bleu ciel et le noir. Le club joue avec différents motifs au cours de son histoire. Il aborde une large bande en diagonale pour ses premiers matchs, puis le maillot se pare rapidement de rayures verticales, tenue que le club garde jusque dans les années 1920. Les Roubaisiens disputent leurs deux finales de Coupe de France en 1932 et 1933 dans une tenue ayant deux larges bandes horizontales, avant d'adopter de fines rayures horizontales sur leurs maillots à la fin des années 1930.
Le seul logo connu du club date de la fin des années 1930. Il s'inspire des armoiries de Roubaix, sur lesquelles est apposée une bande bleu contenant la mention RCR,.

### Stades

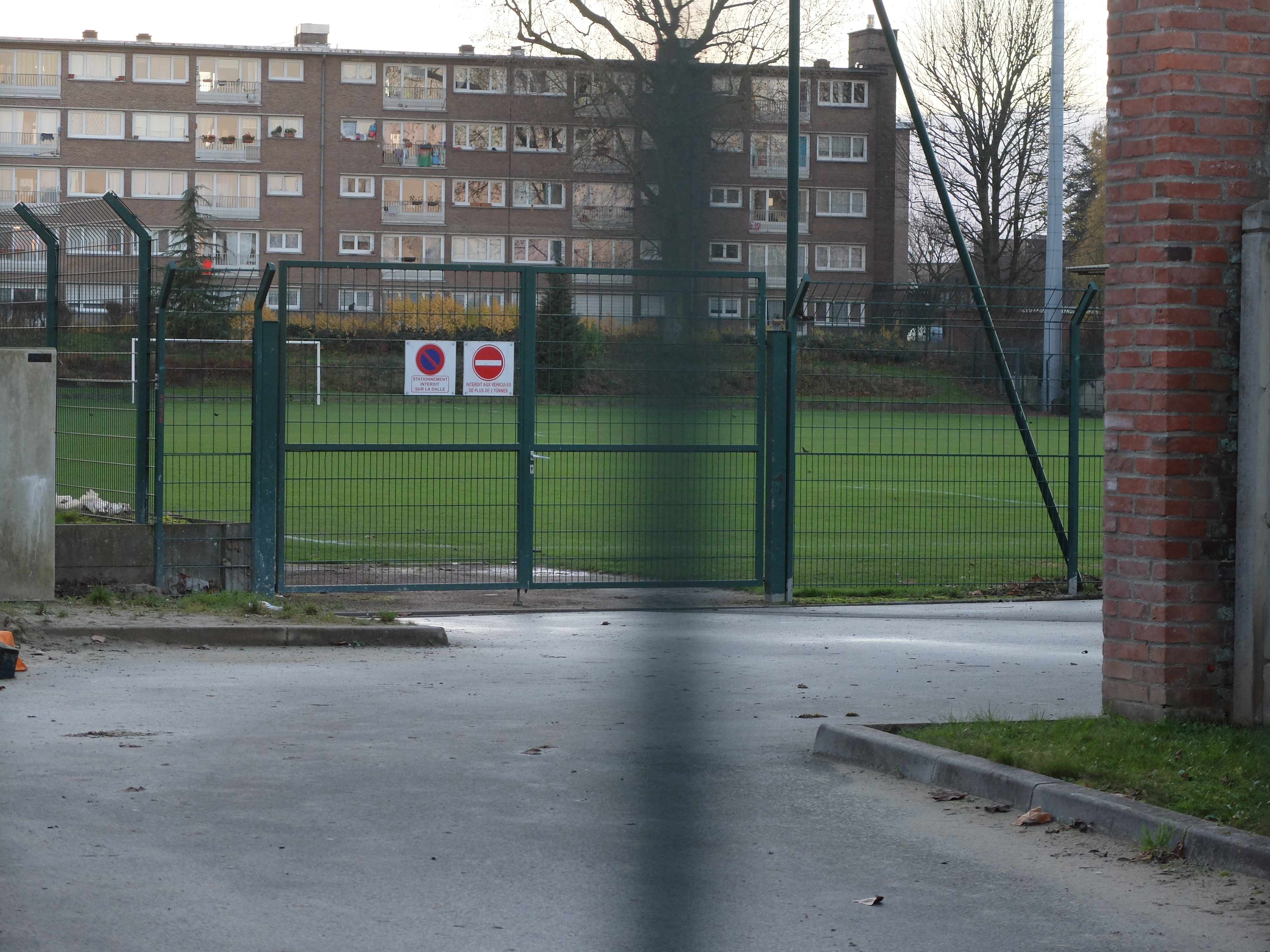
Stade Dubrulle-Verriest en 2014.

Le RC Roubaix se fixe rapidement sur le terrain du vélodrome roubaisien, ouvert en juin 1895 peu après la création du club. Bien qu'il porte ce nom, le vélodrome est situé sur la commune de Croix. Il reçoit l'arrivée de la course cycliste Paris-Roubaix entre 1896 et 1914. Le bois de la piste est démonté et utilisé pendant la Première Guerre mondiale, entrainant l’abandon du vélodrome et sa démolition en 1924. Entretemps, le RC Roubaix joue au parc Barbieux et sur un terrain situé rue de Beaumont. Il finit par faire construire son propre stade en 1919, le Parc Jean-Dubrulle, dans le quartier du Chemin-Neuf dans le sud de la ville,. Le stade prend ce nom en hommage à Jean Dubrulle, joueur puis président du club en 1914, mort pour la France le 30 avril 1917 de blessures de guerres consécutivement à un accident d'avion,,. Un monument aux morts est de plus érigé à côté du stade, pour commémorer les membres du club morts pendant le conflit. Le club ne va alors plus quitter ce stade. En 1920 et en 1921, le Parc Jean-Dubrulle reçoit lui aussi l'arrivée de Paris-Roubaix.
En 1945, lors de la création du CO Roubaix-Tourcoing, le club utilise alternativement le stade des trois clubs fusionnés, dont le Parc Jean-Dubrulle du RC Roubaix, avant de se fixer au stade Amédée-Prouvost de l'Excelsior AC Roubaix. Lorsqu'il retrouve son indépendance en 1963, le RC Roubaix réutilise son stade, puis le Racing Stade de Roubaix, né de la fusion entre le RC Roubaix et le Stade roubaisien, l'utilise à partir de 1964. Le stade existe toujours, portant désormais le nom de stade Dubrulle-Verriest en hommage à Georges Verriest, figure importante du football roubaisien. Il accueille les matchs du SCO Roubaix 59, descendant du RC Roubaix et de l'Excelsior AC Roubaix.

### Rivalités
| \| RC Roubaix Excelsior Stade roubaisien Olympique lillois US Tourcoing \| Emplacement des rivaux du RC Roubaix dans la conurbation Lille-Roubaix-Tourcoing. |
| RC Roubaix Excelsior Stade roubaisien Olympique lillois US Tourcoing                                                                                         |

La conurbation Lille-Roubaix-Tourcoing est une place forte du football français dès les années 1900. En effet, le RC Roubaix, l'Olympique lillois et l'US Tourcoing remportent tous les trois le championnat de France USFSA entre 1902 et 1914, faisant naître une rivalité entre ces trois clubs sur fond de suprématie industrielle qui se joue entre les trois villes. La rivalité se développe fortement à partir de 1911 à la suite du « travail de publicité et de propagande » d'Henri Jooris, président du club lillois, pour attirer le public dans le stade de son club.
Entre 1919 et 1932, ces derbies se poursuivent en Division d'Honneur du Nord, où le titre de champion du Nord se joue à chaque fois entre le RC Roubaix, l'Olympique lillois, l'US Tourcoing mais aussi les Picards de l'Amiens AC. La popularité de ces derbies est renforcée par les différentes victoires de la sélection du Nord, surnommés les Lions des Flandres, qui regroupe les meilleurs joueurs lillois, roubaisiens, tourquennois et amiénois et qui affronte régulièrement les autres sélections régionales,.
En 1928, un nouveau club roubaisien arrive en Division d'Honneur. L'Excelsior de Tourcoing, alors en Division d'Honneur, se retrouve sans stade et migre sur les terrains du Football Club de Roubaix, alors en Promotion d'Honneur, avec qui il fusionne. Ainsi né l'Excelsior AC Roubaix et le derby roubaisien entre les noir et bleu ciel du Racing Club et les vert et blanc de l'Excelsior. La rivalité atteint son paroxysme lors de la Coupe de France 1932-1933 où les deux clubs se retrouvent en finale, la rencontre se terminant par une victoire de l'Excelsior.
Une fois passé professionnel en 1933, le RC Roubaix affronte ses rivaux en championnat de France professionnel. Il est ainsi opposé en Division 2 à l'US Tourcoing pendant deux saisons entre 1933 et 1935, puis à l'Olympique lillois et à l'Excelsior AC Roubaix en Division 1 pendant trois saisons entre 1936 et 1939. Le RC Roubaix a un bilan de deux victoires, un nul et trois défaites contre l'Excelsior et de deux victoires, deux nuls et deux défaites contre l'Olympique lillois en Division 1.
| Compétition                               | Date             | Équipe 1  | Score | Équipe 2  |
| ----------------------------------------- | ---------------- | --------- | ----- | --------- |
| Coupe de France 1932-1933 - Finale        | 7 mai 1933       | Excelsior | 3 - 1 | Roubaix   |
| Coupe de France 1934-1935 - 16e de finale | 6 janvier 1935   | Excelsior | 2 - 1 | Roubaix   |
| Division 1 1936-1937 - 15e journée        | 25 décembre 1936 | Excelsior | 3 - 2 | Roubaix   |
| Division 1 1936-1937 - 30e journée        | 6 mai 1937       | Roubaix   | 0 - 2 | Excelsior |
| Division 1 1937-1938 - 11e journée        | 13 novembre 1937 | Excelsior | 0 - 1 | Roubaix   |
| Division 1 1937-1938 - 26e journée        | 10 avril 1938    | Roubaix   | 2 - 1 | Excelsior |
| Division 1 1938-1939 - 15e journée        | 25 décembre 1938 | Roubaix   | 1 - 1 | Excelsior |
| Coupe de France 1938-1939 - 8e de finale  | 5 février 1939   | Roubaix   | 4 - 2 | Excelsior |
| Division 1 1938-1939 - 30e journée        | 7 mai 1939       | Excelsior | 4 - 2 | Roubaix   |
| Coupe de France 1944-1945 - 32e de finale | 7 janvier 1945   | Excelsior | 5 - 3 | Roubaix   |

### Autres sports

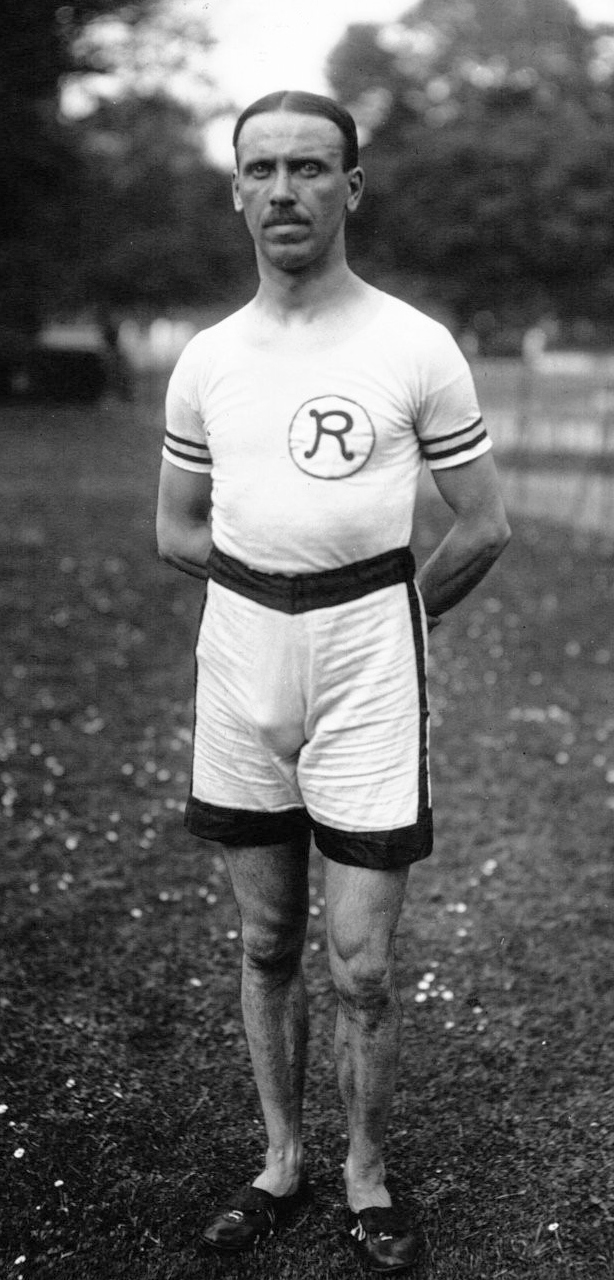
Géo Malfait remporte trois titres en sprint aux championnats de France d'athlétisme.

Le RC Roubaix est fondé en tant que club omnisports. Outre la section de football, la plus importante du club, le club a connu différentes sections au cours de son histoire.

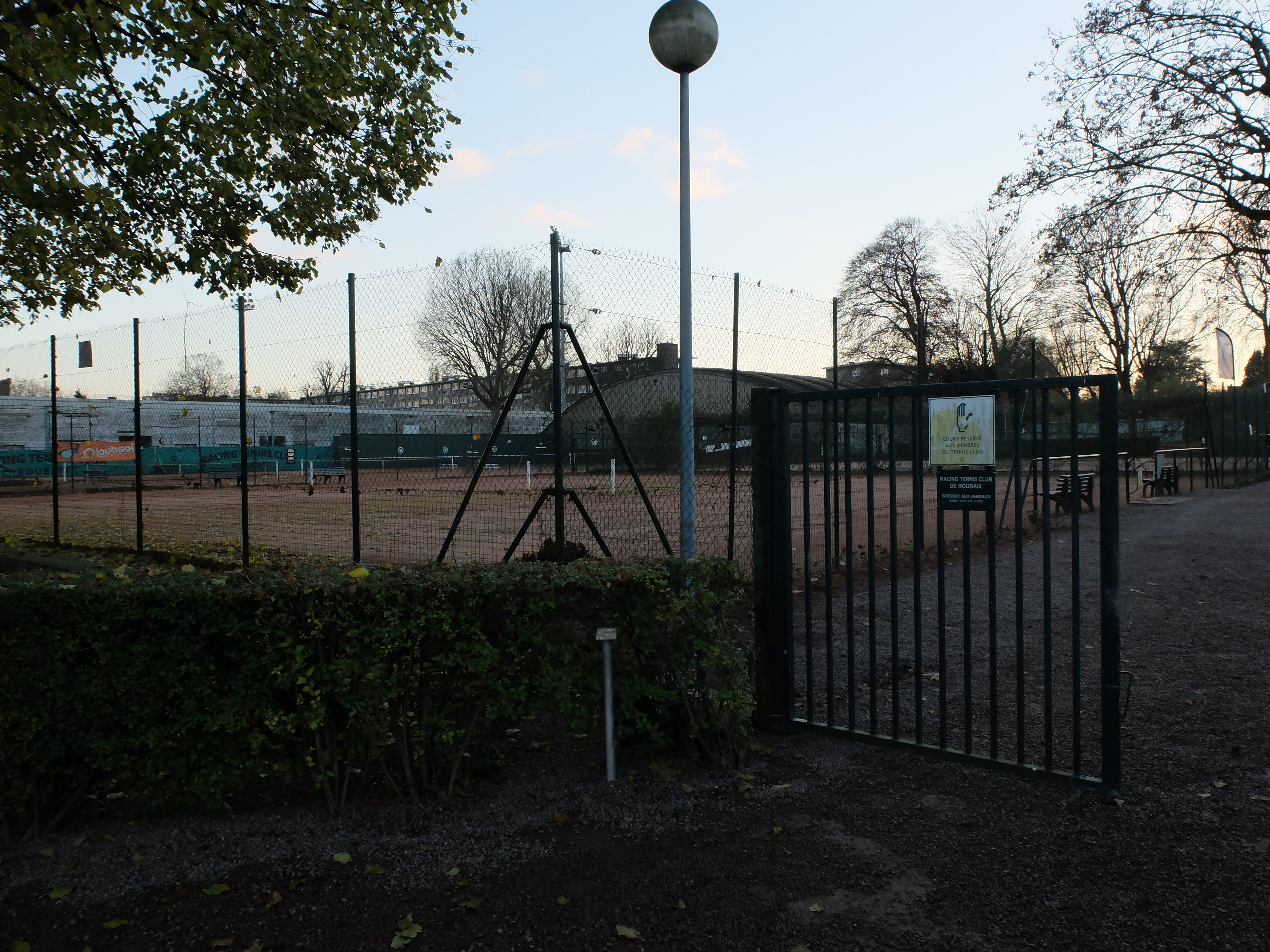
Courts de tennis du Racing Tennis Club de Roubaix en 2014.

Dès sa fondation, le club possède une section d'athlétisme, qui obtient de bons résultats sur le plan national. Salomon Hohr enlève en 1898 les records de France du lancer du disque et du lancer du poids, puis Jean Catteau améliore en 1903 le record de France du saut en longueur avec un bond à 6,90 m. Athlète complet, il remporte de plus des médailles aux championnats de France d'athlétisme au lancer du disque et au 110 m haies. Alphonse Scrépel remporte lui aussi plusieurs médailles aux lancers du disque et du poids entre 1900 et 1903 aux championnats de France, tout comme le footballeur international Émile Sartorius, vice-champion de France du saut en hauteur en 1903 et troisième en 1905. Le meilleur performeur de la section athlétisme du RC Roubaix reste Georges Malfait, champion de France du 100 m en 1904 et 1905, ainsi que champion de France du 400 m en 1905 et multiple vice-champion. Grâce à ces performances, il représente la France aux Jeux olympiques intercalés de 1906, aux Jeux olympiques de 1908 et aux Jeux olympiques de 1912, mais n'obtient pas de médaille. Enfin, d'autres athlètes du club deviennent champion de France, comme Alfred Motte au saut en hauteur sans élan en 1907 et 1908 et au saut en longueur sans élan en 1909, 1911 et 1912, ou encore Émilien Duflo au lancer du marteau en 1930. La section athlétisme du RC Roubaix n'existe plus désormais.
L'autre section importante du RC Roubaix est celle de tennis, fondée le 8 avril 1897. Elle devient rapidement la section phare du club avec celle de football, à tel point qu'en 1970, la section tennis du RC Roubaix est celle qui compte le plus de membres au sein du club. La section tennis est la seule section du RC Roubaix qui existe toujours, sous le nom Racing Tennis Club de Roubaix. Elle est toujours basée au stade Dubrulle-Verriest et possède huit courts de tennis.
Au cours de son histoire, le RC Roubaix a connu de nombreuses sections, à l'existence plus ou moins éphémère, dont des sections d'aviron, de basket-ball, d'escrime, de préparation militaire, de water-polo, de handball, de hockey sur gazon, de volley-ball, de boxe, de savate ou encore de tir à la corde.

## Résultats sportifs

### Palmarès
Le RC Roubaix se forge un palmarès solide avant la Première Guerre mondiale. Il remporte sept fois le championnat du Nord entre 1902 et 1908, puis cinq fois le championnat de France USFSA sur cette période. Avec la création de la Ligue du Nord, le club remporte quatre fois le titre de champion du Nord entre 1923 et 1930. Enfin, les Roubaisiens atteignent deux fois de suite la finale de la Coupe de France en 1932 et en 1933, mais s'y inclinent à chaque fois.
| Compétitions nationales et internationales | Compétitions régionales |
| --- | --- |
| Championnats - Championnat de France - Meilleure performance : 8e en 1938 Coupes - Coupe de France - Finaliste : 1932 et 1933 Compétitions disparues - Championnat de France USFSA (1894-1919) (5) - Vainqueur : 1902, 1903, 1904, 1906 et 1908 - Finaliste : 1905 et 1907 - Coupe Manier (1897-1914) - Finaliste : 1899 et 1900 - Challenge international du Nord (1898-1914) - Finaliste : 1898 et 1903 | Championnats - Championnat du Nord (Division d'Honneur) (4) - Champion : 1923, 1925, 1926 et 1930 Compétitions disparues - Championnat du Nord USFSA (1898-1919) (7) - Champion : 1902, 1903, 1904, 1905, 1906, 1907 et 1908 |

### Bilan saison par saison
Le tableau suivant présente le bilan saison par saison du RC Roubaix depuis 1897-1898, date de sa première participation à un championnat, jusqu'à la saison 1989-1990, dernière saison du club.

### Bilan sportif et records

#### Championnats
Après l'instauration du championnat de France professionnel en 1932, le RC Roubaix dispute trois saisons en Division 1 et trois saisons en Division 2. Au sein de la fusion CO Roubaix-Tourcoing, le club dispute de plus dix saisons de Division 1 et huit saisons de Division 2.
Les plus larges victoires du RC Roubaix en Division 1 sont des victoires par trois buts d'écart (quatre buts à un face au FC Mulhouse et trois buts à zéro face au FC rouennais lors de la saison 1936-1937, et quatre buts à un face à l'AS Cannes et trois buts à zéro face à l'Olympique lillois lors de la saison 1937-1938). D'autre part, la plus large défaite du club est une défaite sept buts à zéro sur le terrain du Red Star Olympique lors de la saison 1937-1938.
| Championnat              | Saisons | Titres | J  | V  | N  | D  | Bp  | Bc  | Diff |
| ------------------------ | ------- | ------ | -- | -- | -- | -- | --- | --- | ---- |
| Championnat de France    | 3       | 0      | 90 | 26 | 20 | 44 | 120 | 188 | -68  |
| Championnat de France D2 | 3       | 0      | 84 | 47 | 14 | 23 | 202 | 132 | +70  |

#### Coupes
Le RC Roubaix n'a jamais remporté la Coupe de France, perdant deux fois de suite en finale en 1932 et 1933, d'abord contre l'AS Cannes puis contre l'Excelsior AC Roubaix. Il atteint de plus les demi-finales en 1934, battu par l'Olympique de Marseille. Les Roubaisiens sont réguliers dans la compétition, participant au moins aux trente-deuxièmes de finale entre 1920 et 1939.
| Coupe           | V | F | 1/2 | 1/4 | 1/8 | 1/16 | 1/32 |
| --------------- | - | - | --- | --- | --- | ---- | ---- |
| Coupe de France | 0 | 2 | 1   | 2   | 7   | 6    | 5    |

## Personnalités

### Présidents
Le premier président de la structure omnisports du RC Roubaix, nommé à la fondation du club en avril 1895, est Henri Lesur. Dans le même temps, la section football est confiée à Albert Waeles. Par la suite, Jean Dubrulle, dont le nom sera donné au stade du club, Henri Lemaire et Lucien Monnet se succèdent à la présidence du club omnisports,. Lorsque la section football du RC Roubaix fusionne en 1945, Robert Motte est président du club omnisports et Georges Verriest vice-président. Ce dernier devient aussi vice-président du CO Roubaix-Tourcoing. Lorsque le RC Roubaix reprend son indépendance en 1963 puis fusionne dans la foulée avec le Stade roubaisien, Georges Verriest prend en charge la section football, au moins jusqu'en 1975.

### Entraineurs

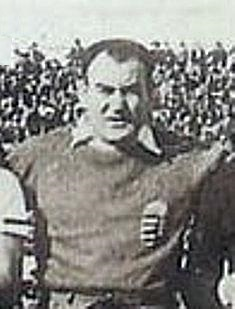
Le Hongrois Franz Platko, ici en 1941 avec le CSD Colo-Colo, entraine le RC Roubaix pendant quatre saisons.

L'Anglais Thomas Griffiths entraine l'équipe au début des années 1920 et ce jusqu'en 1931,. Il est remplacé à cette date par César Truffaut, qui reste entraineur pendant deux saisons. Il entraine donc l'équipe lors des deux finales de Coupe de France auxquelles le club participe en 1932 et 1933. Pour ses débuts en championnat professionnel en Division 2 lors de la saison 1933-1934, le RC Roubaix engage le Hongrois Franz Platko. Il arrive en tant qu'entraineur-joueur, poste qu'il occupait la saison précédente en Division 1 au FC Mulhouse, avec qui il finit dernier du groupe A,. Il ne reste qu'une saison, puis part entrainer au FC Barcelone. Thomas Griffiths reprend ensuite l'équipe pendant la saison 1935-1936, lors de la montée du club en Division 1. Entre 1936 et 1939, Franz Platko revient entrainer le RC Roubaix. Il arrive à la moitié de la saison 1936-1937 en provenance du KS Cracovia puis repart à la moitié de la saison 1938-1939 entrainer un club argentin du nom d'Arsenal.
| Entraineur       | Période        |
| ---------------- | -------------- |
| Thomas Griffiths | vers 1922-1931 |
| César Truffaut   | 1931-1933      |
| Franz Platko     | 1933-1934      |
| Thomas Griffiths | 1935-1936      |
| Franz Platko     | 1936-1939      |

### Joueurs

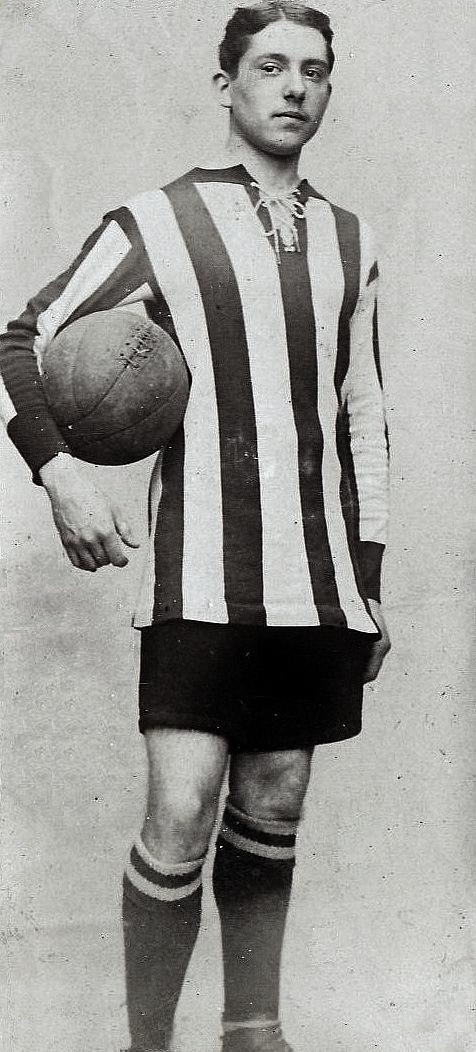
L'attaquant roubaisien Émile Sartorius, grand artisan des cinq titres de champion de France du RC Roubaix entre 1902 et 1908.

Les premiers joueurs du RC Roubaix sont majoritairement des jeunes venant de Roubaix, de Tourcoing et de Lille. Dans les premiers temps, l'équipe est peu modifiée. Ils ne sont ainsi que vingt-six joueurs différents à prendre part aux finales du championnat de France USFSA que le club dispute à chaque fois entre 1902 et 1908. George Scott, un Britannique résidant à Roubaix pour raisons professionnelles, est le seul joueur à participer à toutes les finales, au poste d'arrière droit. André Renaux tient sept fois les buts en finale de 1903 à 1908, tandis que son frère Charles Renaux dispute quatre finales, dont trois au poste de demi centre. Les frères Dubly, dont la fratrie est composée de neuf frères, tous sportifs, font aussi pleinement partie de l'ossature de l'équipe. Albert Dubly et André Dubly jouent sept finales à eux deux, contre quatre rencontres et trois buts pour Léon Dubly, au poste de demi, trois pour Maurice Dubly et deux pour Jean Dubly au poste d'arrière gauche en 1907 et en 1908. Émile Sartorius dispute aussi sept finales pour trois buts marqués, principalement en tant qu'ailier droit, mais aussi en tant qu'avant-centre en remplacement de l'habitué du poste, André François, qui joue quatre finales à ce poste pour autant de buts marqués. Finalement, l'ossature de l'équipe est complétée par l'ailier gauche Hargrave, six finales pour trois buts, par l'inter Albert Jenicot et le demi Dubrulle, cinq finales chacun, et le demi gauche Smeets avec quatre finales. Parmi les autres joueurs finalistes figurent notamment l'international Maurice Vandendriessche. Toutes ces bonnes performances valent à sept joueurs du club d'être sélectionnés en équipe de France sur cette période : J. Dubly, François, Jenicot, les deux frères Renaux, Sartorius et Vandendriessche. En 1908, ils sont ainsi à chaque fois quatre joueurs du club à faire partie de l'équipe qui affronte respectivement la Suisse, l'Angleterre et le Danemark les 8 mars, 23 mars et 22 octobre 1908.
Après cette période de domination du RC Roubaix sur le football français, Émile Dusart est aussi sélectionné en équipe de France en 1914. Mais c'est surtout Raymond Dubly, le plus jeune des frères Dubly, qui va assurer la transition vers la période de domination du club en Ligue du Nord entre 1919 et 1932, date de la professionnalisation du football français. Il débute dans le club de ses grands frères en 1911 à l'âge de 17 ans et y reste jusqu'en 1931, participant aux quatre titres de champion du Nord que le club enlève en 1923, 1925, 1926 et 1930. Il est de plus sélectionné en équipe de France et nommé capitaine, portant le record de sélection à trente-et-une, record qui sera finalement battu par Jules Dewaquez le 11 mars 1928,,. Sur cette période, quatre autres joueurs participent aux succès du RC Roubaix tout en jouant en équipe de France : Gérard Isbecque, Edmond Leveugle, Raymond Wattine et Marcel Vanco, ce dernier rejoignant le club en 1923 en provenance du CA Paris,,.
Par la suite, le RC Roubaix parvient deux fois de suite en finale de la Coupe de France en 1932 et en 1933 grâce à des joueurs comme le gardien François Encontre, arrivé en 1924 en provenance du FC Cette, le demi droit Lechanteux, William Hewitt ou encore les internationaux Jules Cottenier, Edmond Leveugle et Georges Verriest. Verriest est sans doute le joueur le plus emblématique du RC Roubaix. Né à Roubaix, il fait toute sa carrière au club, débutant en minime puis en équipe première en 1928 à l'âge de 19 ans,. Il reste amateur malgré la professionnalisation du club en 1933. Il devient ensuite dirigeant du club à la fin des années 1940 puis vice-président du CO Roubaix-Tourcoing. Sur les six saisons professionnelles du club entre les saisons 1933-1934 et 1938-1939, l'effectif se constitue autour de joueurs comme Verriest, André Van Vooren, Robert Van Vooren, Jean Florin, qui participe à ces six saisons ou encore l'anglais William Barrett, arrivé en 1933 en provenance de l'Olympique lillois avec qui il vient d'être l'un des grands artisans du titre de champion de France. L'effectif en Division 1 se construit avec des joueurs comme Maxime Dessertot, Willy Collat, Camille Cottin, Charles Hummel, Jean Cholle, Bela Nagy, Marcel Tomazover, Joseph Allen, Robert Allison, Georges Janin, André Renard, l'international français Edmond Delfour, Stanislas Laczny, qui deviendra champion de France avec le CO Roubaix-Tourcoing, ou encore Ali Benouna,,.
| Joueur                  | Sél. | Période   | Sél. totales |
| ----------------------- | ---- | --------- | ------------ |
| André François          | 6    | 1906-1908 | 6            |
| Émile Sartorius         | 5    | 1906-1908 | 5            |
| Albert Jenicot          | 3    | 1908      | 3            |
| Maurice Vandendriessche | 2    | 1908      | 2            |
| André Renaux            | 1    | 1908      | 1            |
| Jean Dubly              | 1    | 1908      | 1            |
| Charles Renaux          | 1    | 1908      | 1            |
| Raymond Dubly           | 31   | 1913-1925 | 31           |
| Émile Dusart            | 1    | 1914      | 1            |
| Gérard Isbecque         | 4    | 1923-1924 | 4            |
| Raymond Wattine         | 1    | 1923      | 1            |
| Marcel Vanco            | 1    | 1923      | 8            |
| Edmond Leveugle         | 1    | 1926      | 1            |
| Jules Cottenier         | 4    | 1932-1934 | 4            |
| Georges Verriest        | 14   | 1933-1936 | 14           |
| Edmond Delfour          | 5    | 1937-1939 | 41           |
| Michel Frutoso          | 1    | 1937      | 1            |
| Total                   | 83   | 1906-1939 | 126          |

| Matchs | Joueurs                                                                 |
| ------ | ----------------------------------------------------------------------- |
| 8      | George Scott                                                            |
| 7      | Albert/André Dubly, André Renaux, Émile Sartorius                       |
| 6      | George Hargrave                                                         |
| 5      | Jean Dubrulle, Albert Jenicot                                           |
| 4      | Léon Dubly, André François, Charles Renaux, Adolphe Smeets              |
| 3      | Jean Duthoit, Maurice Dubly, J. Lefebvre, Henri Perche                  |
| 2      | Jean Dubly, Gabriel Collette, Gadenne, Peacock, Maurice Vandendriessche |
| 1      | Pierre Catteau, Émile Lesur, Ernest Lesur, Émile Mongey, Parker         |

| \| A. Renaux Scott Duthoit · (J. Dubly) Dubrulle · (L. Dubly) C. Renaux Smeets Sartorius Jenicot François A. Dubly Hargrave \| Équipe-type des finales du championnat de France. |
| A. Renaux Scott Duthoit · (J. Dubly) Dubrulle · (L. Dubly) C. Renaux Smeets Sartorius Jenicot François A. Dubly Hargrave                                                         |

| A. Renaux Scott Duthoit · (J. Dubly) Dubrulle · (L. Dubly) C. Renaux Smeets Sartorius Jenicot François A. Dubly Hargrave |

| \| Encontre Cottenier Mathoré Lechanteux Verriest Kramarik Hewitt Depoers Leveugle Cossement Gonce \| Équipe finaliste de la Coupe de France 1932. |
| Encontre Cottenier Mathoré Lechanteux Verriest Kramarik Hewitt Depoers Leveugle Cossement Gonce                                                    |

| Encontre Cottenier Mathoré Lechanteux Verriest Kramarik Hewitt Depoers Leveugle Cossement Gonce |

| \| Encontre Cottenier Hewitt Lechanteux Verriest Lerouge Cossement A. Van Vooren Leveugle Chauvel R. Van Vooren \| Équipe finaliste de la Coupe de France 1933. |
| Encontre Cottenier Hewitt Lechanteux Verriest Lerouge Cossement A. Van Vooren Leveugle Chauvel R. Van Vooren                                                    |

| Encontre Cottenier Hewitt Lechanteux Verriest Lerouge Cossement A. Van Vooren Leveugle Chauvel R. Van Vooren |